# Verehrung (Fernsehserie)
Verehrung (Originaltitel: Adorazione) ist eine italienische Dramaserie, die 2024 auf Netflix veröffentlicht wurde. Die Serie basiert auf dem gleichnamigen Roman von Alice Urciuolo und wurde von Stefano Mordini inszeniert.

## Inhalt
In der Küstenstadt Sabaudia, südlich von Rom, verschwindet die 16-jährige Elena spurlos. Ihr Verschwinden erschüttert die Gemeinschaft und bringt verborgene Geheimnisse ans Licht. Elenas beste Freundin Vanessa begibt sich auf die Suche nach der Wahrheit und stößt dabei auf ein Netz aus Lügen, Eifersucht und verdrängten Emotionen. Im Laufe der Ermittlungen wird deutlich, dass viele in Elenas Umfeld mehr wissen, als sie zugeben möchten.

## Produktion
Die Serie wurde von Picomedia produziert, mit Stefano Mordini als Regisseur. Die Drehbücher stammen von Donatella Diamanti, Tommaso Matano, Giovanni Galassi, Gianluca Gloria und Francesca Tozzi. Die Dreharbeiten fanden zwischen September und Dezember 2023 in Sabaudia und Latina statt. Die Serie feierte ihre Premiere auf dem 19. Rom Film Festival und wurde am 20. November 2024 weltweit auf Netflix veröffentlicht.

## Besetzung und Synchronisation
Die deutschsprachige Synchronisation entstand nach den Dialogbüchern von Peter Wagner und Martin E. Schleker sowie unter der Dialogregie von Matthias Ransberger durch die Synchronfirma FFS Film- & Fernseh-Synchron GmbH.
| Rolle     | Schauspieler         | Synchronsprecher     |
| --------- | -------------------- | -------------------- |
| Elena     | Alice Lupparelli     | Paulina Morisse      |
| Vanessa   | Noemi Magagnini      | Maresa Sedlmeir      |
| Vera      | Beatrice Puccilli    | Leslie-Vanessa Lill  |
| Giorgio   | Giulio Brizzi        | Mio Lechenmayr       |
| Diana     | Penelope Raggi       | Zina Laus            |
| Gianmarco | Luigi Bruno          | Henry Engels         |
| Enrico    | Tommaso Donadoni     | Sebastian Kempf      |
| Amanda    | Aglaia Mora          | Maria Magdalena Rabl |
| Chiara    | Barbara Chichiarelli | Stefanie Dischinger  |